# Augusta Ondříčková
Augusta Ondříčková (také Gusta) (2. ledna 1879 Plzeň – 13. ledna 1952 New York) byla česká houslistka a učitelka hudby.

## Život
Byla dcerou houslisty a kapelníka Jana Ondříčka a sestrou houslisty Františka Ondříčka. Byla houslistka a zpěvačka, vyučovala se sestrou Marií na hudebním ústavě, který založil jejich otec. V roce 1904 se provdala za violoncellistu Bedřicha Váška, člena Českého tria. V roce 1911 s ním odjela do New Yorku, kde pokračovala v pedagogické činnosti.